# Christian Holler
Christian Holler (17 de septiembre de 1961) es un deportista austríaco que compitió en vela en la clase Soling. Ganó una medalla de oro en el Campeonato Europeo de Soling de 1981.

## Palmarés internacional
| Campeonato Europeo | Campeonato Europeo | Campeonato Europeo | Campeonato Europeo |
| Año                | Lugar              | Medalla            | Clase              |
| ------------------ | ------------------ | ------------------ | ------------------ |
| 1981               | Attersee (Austria) | Medalla de oro     | Soling             |